# Episodi di Sir Francis Drake
La serie televisiva Sir Francis Drake, composta da 26 episodi, è stata trasmessa in Gran Bretagna dal canale ITV dal 12 novembre 1961 al 20 maggio 1962.
In Italia la serie è inedita.
| n° | Titolo originale            | Prima TV         |
| -- | --------------------------- | ---------------- |
| 1  | The Prisoner                | 12 novembre 1961 |
| 2  | The Lost Colony of Virginia | 19 novembre 1961 |
| 3  | Queen of Scots              | 26 novembre 1961 |
| 4  | Doctor Dee                  | 3 dicembre 1961  |
| 5  | Bold Enterprise             | 10 dicembre 1961 |
| 6  | The English Dragon          | 17 dicembre 1961 |
| 7  | Boy Jack                    | 24 dicembre 1961 |
| 8  | The Garrison                | 31 dicembre 1961 |
| 9  | Visit to Spain              | 7 gennaio 1962   |
| 10 | The Flame Thrower           | 14 gennaio 1962  |
| 11 | The Governor's Revenge      | 21 gennaio 1962  |
| 12 | Slaves of Spain             | 28 gennaio 1962  |
| 13 | The Doughty Plot            | 4 febbraio 1962  |
| 14 | King of America             | 11 febbraio 1962 |
| 15 | The Irish Pirate            | 18 febbraio 1962 |
| 16 | Beggars of the Sea          | 25 febbraio 1962 |
| 17 | Drake on Trial              | 4 marzo 1962     |
| 18 | The Bridge                  | 11 marzo 1962    |
| 19 | Johnnie Factotum            | 18 marzo 1962    |
| 20 | Mission to Paris            | 25 marzo 1962    |
| 21 | The Reluctant Duchess       | 1 aprile 1962    |
| 22 | The Gypsies                 | 8 aprile 1962    |
| 23 | Court Intrigue              | 15 aprile 1962   |
| 24 | Gentleman of Spain          | 22 aprile 1962   |
| 25 | The Fountain of Youth       | 29 aprile 1962   |
| 26 | Escape                      | 20 maggio 1962   |